# Rheinhessisch-pfälzische Badmintonmeisterschaft
Rheinhessisch-pfälzische Badmintonmeisterschaften werden seit der Saison 1957/58 ausgetragen. Sie stellten in den ersten Jahren die zweithöchste Meisterschaftsebene im Badminton in Deutschland dar und waren die direkte Qualifikation für die deutschen Meisterschaften. Mit der Einführung der Südwestdeutschen Badmintonmeisterschaften in der Saison 1961/62 wurden die Titelkämpfe um eine Ebene tiefergestellt. Bis 1977 waren es Pfälzische Badmintonmeisterschaften. Mit dem Beitritt von sechs Vereinen aus Rheinhessen (unter anderem Mainz und Worms) aus dem Hessischen Badminton-Verband wurden die Titelkämpfe rheinhessisch-pfälzisch.

## Titelträger
| Saison    | Herreneinzel                          | Dameneinzel                               | Herrendoppel                                                                      | Damendoppel                                                                      | Mixed                                                                          |
| --------- | ------------------------------------- | ----------------------------------------- | --------------------------------------------------------------------------------- | -------------------------------------------------------------------------------- | ------------------------------------------------------------------------------ |
| 1957 1985 | keine Daten                           | keine Daten                               | keine Daten                                                                       | keine Daten                                                                      | keine Daten                                                                    |
| 1986      | Edgar Hammes (1. PBC Neustadt)        | Heike Gebhardt (TV Mainz-Zahlbach)        | Maik Farries (1. PBC Neustadt) Klaus Forstinger (1. PBC Neustadt)                 | Heike Gebhardt (TV Mainz-Zahlbach) Antje Schwebler (TV Mainz-Zahlbach)           | Martin Sebastian (PSV Ludwigshafen) Petra Kurz (PSV Ludwigshafen)              |
| 1987 1989 | keine Daten                           | keine Daten                               | keine Daten                                                                       | keine Daten                                                                      | keine Daten                                                                    |
| 1990      | Edgar Hammes (1. PBC Neustadt)        | Heike Franke (TV Mainz-Zahlbach)          | Eric Jacobs (PSV Ludwigshafen) Axel Theobald (PSV Ludwigshafen)                   | Heike Franke (TV Mainz-Zahlbach) Katja Dworak (TV Mainz-Zahlbach)                | Eric Jacobs (PSV Ludwigshafen) Petra Jacobs (PSV Ludwigshafen)                 |
| 1991      | Edgar Hammes (1. PBC Neustadt)        | Petra Jacobs (PSV Ludwigshafen)           | Eric Jacobs (PSV Ludwigshafen) Axel Theobald (PSV Ludwigshafen)                   | Martina Malz (1. PBC Neustadt) Doris Prior (1. PBC Neustadt)                     | Edgar Hammes (1. PBC Neustadt) Eva Riegert (1. PBC Neustadt)                   |
| 1992      | Edgar Hammes (1. PBC Neustadt)        | Martina Malz (1. PBC Neustadt)            | Edgar Hammes (1. PBC Neustadt) Klaus Forstinger (1. PBC Neustadt)                 | Bärbel Wilde (PSV Ludwigshafen) Katja Dworak (PSV Ludwigshafen)                  | Herbert Glaser (SV Viktoria Herxheim) Brigitte Imielity (SV Viktoria Herxheim) |
| 1993      | keine Daten                           | keine Daten                               | keine Daten                                                                       | keine Daten                                                                      | keine Daten                                                                    |
| 1994      | Edgar Hammes (1. PBC Neustadt)        | Bärbel Wilde (PSV Ludwigshafen)           | Eric Jacobs (PSV Ludwigshafen) Jens Roch (PSV Ludwigshafen)                       | Silke Groel (1. PBC Neustadt) Sabine Groel (1. PBC Neustadt)                     | Eric Jacobs (PSV Ludwigshafen) Bärbel Wilde (PSV Ludwigshafen)                 |
| 1995      | Jens Roch (PSV Ludwigshafen)          |                                           | Oliver Schubert (1. PBC Neustadt) Torsten Herrmann (1. PBC Neustadt)              | Daniela Huy (SV Fischbach 1959) Manuela Bennewart (SV Fischbach 1959)            | Jens Roch (PSV Ludwigshafen) Bärbel Wilde (PSV Ludwigshafen)                   |
| 1996 1997 | keine Daten                           | keine Daten                               | keine Daten                                                                       | keine Daten                                                                      | keine Daten                                                                    |
| 1998      | Jens Roch (PSV Ludwigshafen)          | Petra Jacobs (PSV Ludwigshafen)           | Jens Roch (PSV Ludwigshafen) Stefan Frey (PSV Ludwigshafen)                       | Petra Jacobs (PSV Ludwigshafen) Sandra Weinert (PSV Ludwigshafen)                | Jens Roch (PSV Ludwigshafen) Sandra Weinert (PSV Ludwigshafen)                 |
| 1999      | Jens Roch (PSV Ludwigshafen)          | Heike Franke (PSV Ludwigshafen)           | Jens Roch (PSV Ludwigshafen) Stefan Frey (PSV Ludwigshafen)                       | Kristina Kreibich (1. BCW Hütschenhausen) Simone Jochum (1. BCW Hütschenhausen)  | Eric Farries (1. BCW Hütschenhausen) Kirsten Sprang (1. BCW Hütschenhausen)    |
| 2000 2003 | keine Daten                           | keine Daten                               | keine Daten                                                                       | keine Daten                                                                      | keine Daten                                                                    |
| 2004      | Dieter Domke (PSV Ludwigshafen)       | Mareike Milnickel (PSV Ludwigshafen)      | Sebastian Kreibich (1. BCW Hütschenhausen) Michael Cassel (1. BCW Hütschenhausen) | Katja Michalowsky (SV Fischbach 1959) Sindy Krauspe (1. BCW Hütschenhausen)      | Michael Cassel (1. BCW Hütschenhausen) Sindy Krauspe (1. BCW Hütschenhausen)   |
| 2005 2006 | keine Daten                           | keine Daten                               | keine Daten                                                                       | keine Daten                                                                      | keine Daten                                                                    |
| 2007      | Fabian Hammes (SV Fischbach 1959)     | Mareike Milnickel (1. BCW Hütschenhausen) | Sebastian Kreibich (1. BCW Hütschenhausen) Jan Junker (1. BCW Hütschenhausen)     | Katja Michalowsky (SV Fischbach 1959) Alina Hammes (SV Fischbach 1959)           | Florian Kirch (1. BCW Hütschenhausen) Katja Michalowsky (SV Fischbach 1959)    |
| 2008      | Richard Domke (SV Fischbach 1959)     | Heike Franke (TV Mainz-Zahlbach)          | Julian Degiuli (SV Fischbach 1959) Jonas Geigenberger (SV Fischbach 1959)         | Mona Fischer (1. BCW Hütschenhausen) Svenja Weyrauch (SV Fischbach 1959)         | Richard Domke (SV Fischbach 1959) Svenja Weyrauch (SV Fischbach 1959)          |
| 2009      | Richard Domke (SV Fischbach 1959)     | Alina Hammes (SV Fischbach 1959)          | Julian Degiuli (SV Fischbach 1959) Jonas Geigenberger (SV Fischbach 1959)         | Vanessa Poyatos (PSV Ludwigshafen) Svenja Weyrauch (SV Fischbach 1959)           | Jonas Geigenberger (SV Fischbach 1959) Svenja Weyrauch (SV Fischbach 1959)     |
| 2010      | Richard Domke (SV Fischbach 1959)     | Vanessa Poyatos (PSV Ludwigshafen)        | Richard Domke (SV Fischbach 1959) Jan Huyhsen (SV Fischbach 1959)                 | Vanessa Poyatos (PSV Ludwigshafen) Franziska Willenbacher (TV Kirchheimbolanden) | Richard Domke (SV Fischbach 1959) Svenja Weyrauch (SV Fischbach 1959)          |
| 2011      | Till Felsner (BSG Neustadt)           | Alina Hammes (SV Fischbach 1959)          | Julian Degiuli (SV Fischbach 1959) Philip Merz (SV Fischbach 1959)                | Alina Hammes (SV Fischbach 1959) Svenja Weyrauch (SV Fischbach 1959)             | Jonas Geigenberger (SV Fischbach 1959) Alina Hammes (SV Fischbach 1959)        |
| 2012      | Till Felsner (BSG Neustadt)           | Laura Kaiser (BSG Neustadt)               | Sebastian Gaag (TuS Neuhofen) Timo Kettner (TuS Neuhofen)                         | Vanessa Poyatos (PSV Ludwigshafen) Melanie Schell (BSG Neustadt)                 | Mark Kieser (BSG Neustadt) Melanie Schell (BSG Neustadt)                       |
| 2013      | Lukas Scherf (SV Fischbach 1959)      | Laura Kaiser (BSG Neustadt)               | Jonas Geigenberger (SV Fischbach 1959) Julian Reuther (SV Fischbach 1959)         | Vanessa Poyatos (PSV Ludwigshafen) Laura Kaiser (BSG Neustadt)                   | Timo Kettner (TuS Neuhofen) Nadine Schermer (TuS Neuhofen)                     |
| 2014 2015 | keine Daten                           | keine Daten                               | keine Daten                                                                       | keine Daten                                                                      | keine Daten                                                                    |
| 2016      | Timo Kettner (TuS Neuhofen)           | Vanessa Poyatos (PSV Ludwigshafen)        | Leonard Heim (PSV Ludwigshafen) Christoph Mangstl (PSV Ludwigshafen)              | Vanessa Poyatos (PSV Ludwigshafen) Mona Fischer (PSV Ludwigshafen)               | Sebastian Gaag (TuS Neuhofen) Vanessa Poyatos (PSV Ludwigshafen)               |
| 2017      | Timo Kettner (TuS Neuhofen)           | Lena Germann (SV Fischbach 1959)          | Leonard Heim (PSV Ludwigshafen) Christoph Mangstl (PSV Ludwigshafen)              | Vanessa Poyatos (PSV Ludwigshafen) Mona Fischer (PSV Ludwigshafen)               | Lukas Junker (SV Fischbach 1959) Lena Germann (SV Fischbach 1959)              |
| 2018      | Timo Kettner (TuS Neuhofen)           | Lena Germann (SV Fischbach 1959)          | Sebastian Gaag (TuS Neuhofen) Timo Kettner (TuS Neuhofen)                         | Lena Germann (SV Fischbach 1959) Louisa Marburger (SV Fischbach 1959)            | Timo Kettner (TuS Neuhofen) Lena Germann (SV Fischbach 1959)                   |
| 2019      | Timo Kettner (TuS Neuhofen)           | Chiara Marino (TuS Neuhofen)              | Sebastian Gaag (TuS Neuhofen) Timo Kettner (TuS Neuhofen)                         | Daniela Kasper (TuS Neuhofen) Nadine Schermer (TuS Neuhofen)                     | Jonas Kehl (SV Fischbach 1959) Lena Germann (SV Fischbach 1959)                |
| 2020      | nicht ausgetragen                     | nicht ausgetragen                         | nicht ausgetragen                                                                 | nicht ausgetragen                                                                | nicht ausgetragen                                                              |
| 2021      | Pascal Histel (1. BCW Hütschenhausen) | Kristina Moßmann (1. BCW Hütschenhausen)  | Sebastian Buchwald (BSG Neustadt) Pascal Histel (1. BCW Hütschenhausen)           | Melanie Hellhorst (TV Mainz-Zahlbach) Kristina Moßmann (1. BCW Hütschenhausen)   | Andreas Geisenhofer (TV Mainz-Zahlbach) Melanie Hellhorst (TV Mainz-Zahlbach)  |
| 2022      | Matti-Lukka Bahro (SV Fischbach 1959) | Anna-Lena Zorn (SV Fischbach 1959)        | Andreas Geisenhofer (TV Mainz-Zahlbach) Christoph Mangstl (PSV Ludwigshafen)      | Kim Bender (TV Mainz-Zahlbach) Louisa Marburger (SV Fischbach 1959)              | Matti-Lukka Bahro (SV Fischbach 1959) Louisa Marburger (SV Fischbach 1959)     |
| 2023      | Matti-Lukka Bahro (SV Fischbach 1959) | Naghmeh Mehrjoo (TuS Neuhofen)            | Shinichi Amano (1. BCW Hütschenhausen) Pascal Histel (1. BCW Hütschenhausen)      | Kim Bender (TV Mainz-Zahlbach) Melanie Hellhorst (TV Mainz-Zahlbach)             | Matti-Lukka Bahro (SV Fischbach 1959) Louisa Marburger (SV Fischbach 1959)     |
| 2024      | Pascal Histel (1. BCW Hütschenhausen) | Kristina Moßmann (TV Mainz-Zahlbach)      | Matti-Lukka Bahro (SV Fischbach 1959) Pascal Histel (1. BCW Hütschenhausen)       | Kristina Moßmann (TV Mainz-Zahlbach) Louisa Marburger (SV Fischbach 1959)        | Matti-Lukka Bahro (SV Fischbach 1959) Louisa Marburger (SV Fischbach 1959)     |